# S/2004 S 4
S/2004 S 4 je nepotvrđeni prirodni satelit planeta Saturn otkriven 2004. godine. Unutarnji pravilni satelit s oko 2 kilometra u promjeru i orbitalnim periodom od 0.6182 dana.

## Vanjske poveznice
- IAUC 8401
- IAUC 8432